# جيري كير
جيري كير (بالإنجليزية: Jerry Kerr)‏ (1 يونيو 1912 في المملكة المتحدة - 8 نوفمبر 1999 بدندي في المملكة المتحدة) هو مدرب كرة قدم ولاعب كرة قدم بريطاني (وحمل سابقاً جنسية المملكة المتحدة لبريطانيا العظمى وأيرلندا) في مركز الدفاع. لعب مع دندي يونايتد ونادي رينجرز ونادي ماذرويل ونادي ألوا أثليتيك وArmadale F.C. ‏ وSt Bernard's F.C. ‏ وبيرويك راينجرز.

## وصلات خارجية
- جيري كير على موقع قاعدة بيانات كرة القدم.إي يو (الإنجليزية)